# 哈巴山黄耆
哈巴山黄耆（学名：Astragalus habamontis）为豆科黄芪属的植物，是中国的特有植物。分布在中国大陆的云南等地，生长于海拔4,200米的地区，多生长于山坡草地和石坡小草丛中。